# Borșa (Cluj)
Borșa (in ungherese Kolozsborsa) è un comune della Romania di 1608 abitanti, ubicato nel distretto di Cluj, nella regione storica della Transilvania.
È situato sull'omonimo fiume e ha una superficie di 61 km² con cinque villaggi: Borșa residenza, Borșa-Cătun, Borșa-Crestaia, Ciumăfaia e Giula.
Dal 2008 è parte integrante della Zona metropolitana di Cluj Napoca.

## Monumenti e luoghi d'interesse
- Il castello Bánffy, costruito nel XIX secolo
- La chiesa greco-cattolica di Borşa
- La chiesa ortodossa di Ciumăfaia, costruita nel XVI secolo e più volte rimaneggiata